# Conrado II de Borgoña
Conrado II el Joven fue un miembro de la rama bávara de los Welf, que ostentó los títulos de conde de Auxerre y  duque de la Borgoña Transjurania.
Fue hijo del matrimonio de Conrado I de Borgoña y Adelaida de Tours, y hermano mayor de Hugo el Abad.
Hucberto, duque de Transjurania, se alzó en armas contra el rey Lotario II por divorciarse de su hermana Teutberga. En la batalla de Orbe, en 864, Hucberto fue derrotado y el ducado fue entregado a Conrado II.
Conrado se casó en un primer matrimonio con Judith, hija de Everardo de Friuli, y en segundas nupcias con Waldrada de Worms, con quien fue padre de Rodolfo I de Borgoña y Adelaida de Borgoña.